# Moteur Modulaire Volvo
Le moteur Modulaire Volvo est un moteur thermique automobile à combustion interne, essence quatre temps, bloc en aluminium non chemisé, refroidi par eau, avec arbres à cames en tête entraîné par une courroie de distribution crantée, avec une culasse en aluminium, soupapes en tête, développé et produit par Volvo en 1990 et apparu sur la Volvo 960. Il existe en 4 cylindres, 5 cylindres et 6 cylindres en ligne. Tous sont produits à Skövde, en Suède.

## Code moteur
Les cinq premiers caractères sont les suivants :
- 1er : (B / D) B = Bensin (Essence), D = Diesel
- 2e : (4/5/6) Nombre de cylindres
- 3e et 4e : Cylindrée en décilitres pouvant être arrondie vers le haut ou vers le bas. (23 ~ 2.3 L)
- 5e : (2/4) nombre de soupapes par cylindre
- 6e : (S / T) Standard (atmosphérique) ou Turbo
- 7e : (2/3/4/5/6/7) Génération

## Accords Renault-Volvo
Volvo et Renault avaient établi différents accords pour leurs moteurs qui ont commencé pour les Daf 55. Le « moteur Cléon-Fonte » Renault a équipé les Daf 55, Daf 66 (Volvo 66) et les Volvo 340/360, puis le « moteur F » Renault sur les Volvo 340/360, Volvo 440/460 et Volvo 480. Le « moteur V6 PRV » était commun à Peugeot, Renault et Volvo.
Un accord Renault-Volvo intervient en 1990 alors que les essais du « moteur G » Renault de type G7R (essence) sont bien avancés et que Volvo est lui aussi proche du lancement du « moteur Modulaire » essence 4, 5 et 6 cylindres en ligne (ultérieurement dénommé « moteur N » chez Renault) dont la version 4 cylindres N7Q concurrence directement le G7R. Volvo n'a toutefois pas prévu de version diesel à une époque où celui-ci est peu répandu sur son cœur de marché. La gamme « moteur G » Renault prévoit initialement trois versions 4 cylindres : un 2 litres essence 16 soupapes (type G7R) et deux 2,2 litres diesel 12 soupapes à injection indirecte (types G8T et G8T turbo) atmosphérique et turbocompressé. Le bloc moteur et son outillage de production sont conçus afin de permettre la fabrication de futurs 4 cylindres 2,2 litres 16 soupapes essence (G7T) et 5 cylindres 2,5 litres 20 soupapes essence (G7U) sur la même chaîne. La logique financière et sociale (rationaliser la production sans perte d'emplois) conduit le nouveau groupe à couper la poire en deux : Renault conserve les versions diesel du « moteur G » mais en abandonne les versions essence malgré des performances supérieures au banc (150 ch et 190 N m pour le G7R contre 140 ch et 182 N m pour le N7Q). À leur place, l'ex-Régie commercialisera les 4 et 5 cylindres essence Volvo (N7Q et N7U) sur les Renault Laguna I et Renault Safrane puis développera des versions supplémentaires du « moteur F » pour combler les lacunes en gamme (Entre-temps, Renault et Volvo ont rompu leur accord mais il est industriellement trop tard pour relancer le « moteur G » essence).

## Caractéristiques et versions

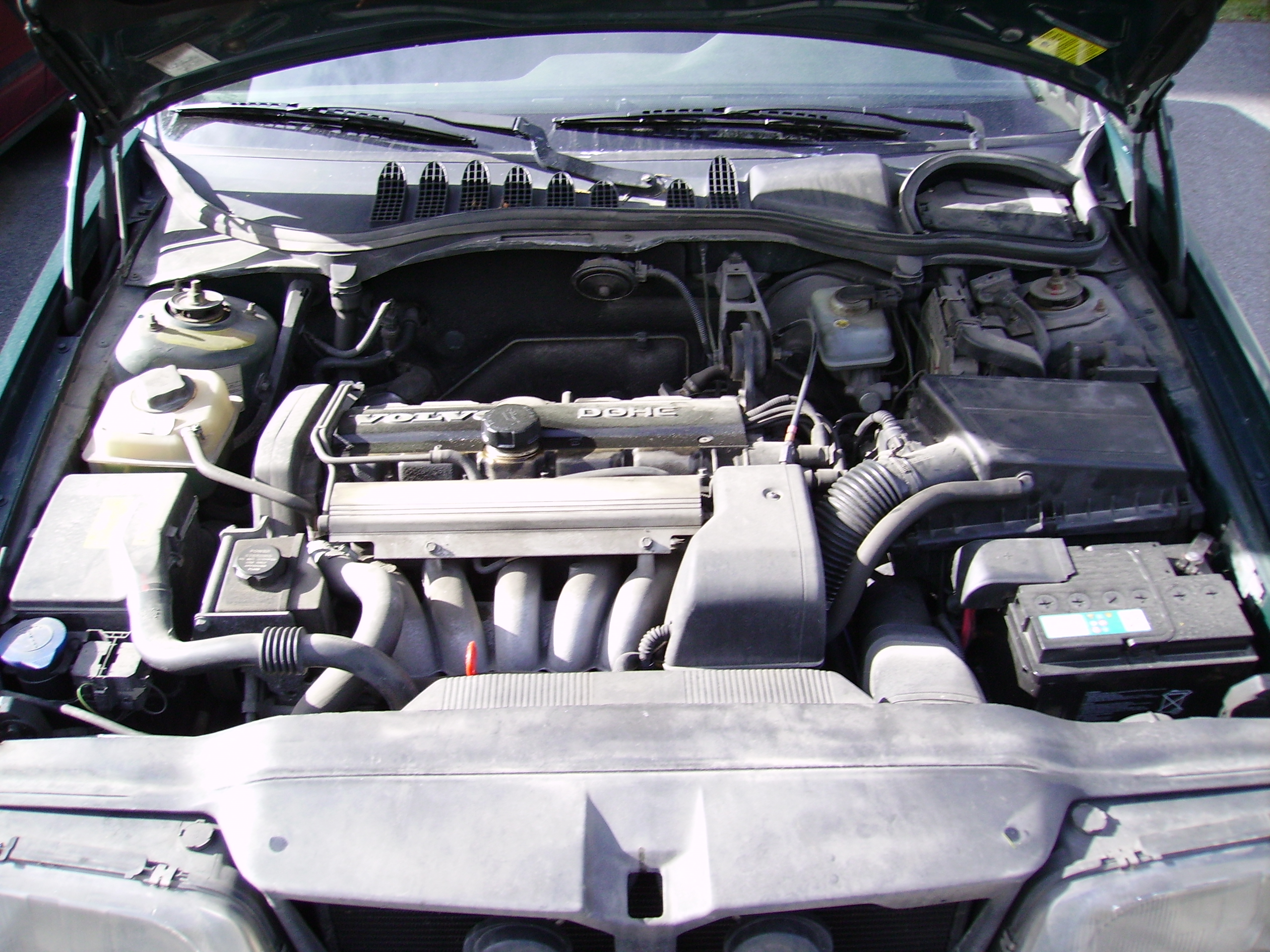
Vue d'un « moteur Modulaire » Volvo de 2,5 litres dans une Volvo 850.

Ce moteur a commencé comme haut de gamme pour équiper les modèles Volvo du segment E. La première version était le 2,9 de type B6304F, sur la 960, fin 1990 (millésime 1991), développant 204 ch (150 kW). En outre, grâce à l'alliance commerciale avec le français Renault , qui était en vigueur depuis plusieurs années (il suffit de penser au moteur V6 PRV ou au fait que Renault avait déjà prévu dans les années 1970 de proposer ses moteurs pour certains modèles Volvo), certains modèles Renault pourraient monter ces moteurs.
Malgré la diversité des versions des « moteurs Modulaires » Volvo (au sein de la même famille peuvent être 4, 5 ou même 6 cylindres), il y a peu de caractéristiques communes à toutes les versions. Parmi eux se trouvent :
- Cylindres en ligne
- Bloc en aluminium
- Culasse en aluminium à 4 soupapes par cylindre (il a existé une version Volvo à 2 soupapes par cylindre)
- 2 arbres à cames en tête
- Courroie de distribution crantée;
- Injection multipoint
- Bas-moteur équipé d'une "semelle" regroupant tous les chapeaux de paliers et les jupes du carter-cylindre

Le « moteur Modulaire » Volvo couvre une gamme de cylindrés allant de 1,9 à 3 litres. Toutes les versions ont été construites à l'usine de Skövde, à proximité du siège central de la Chambre. Ci-dessous est une brève description de chaque version est affichée.

### B420 (1.9 litre)

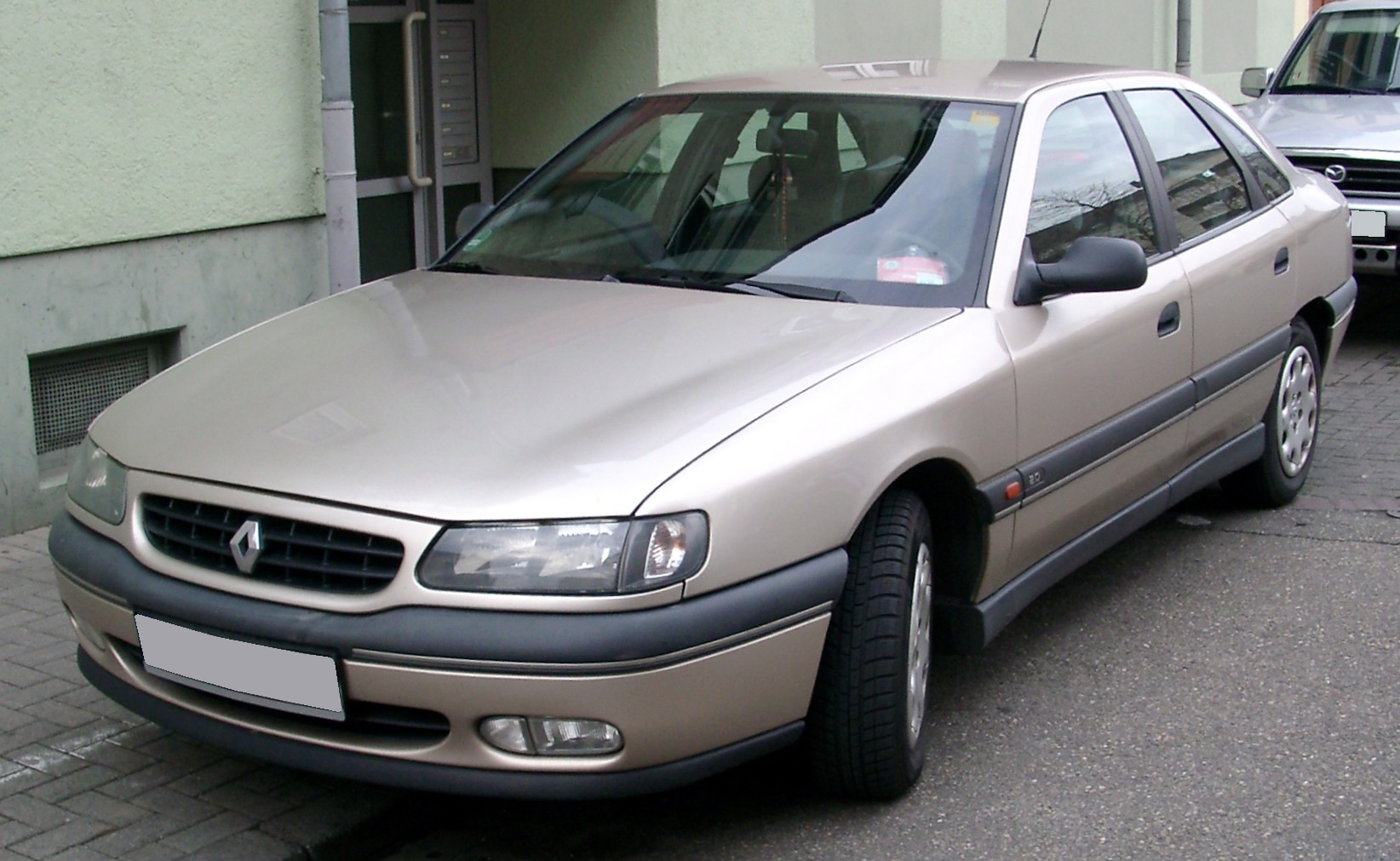
Renault Safrane phase 2 montée le 2.0 16V de type N7Q.

Bien qu'il soit considéré comme un 2 litres, ce moteur fait 1,9 l de cylindrée. Il s'agit de la plus petite cylindrée du « moteur Modulaire » Volvo. Il est dérivé du 2.4 B524, qui est apparu en 1992, mais contrairement à celui-ci, il présente un cylindre de moins (4 au lieu de 5) et un vilebrequin 5 paliers au lieu de 6. Conçu et construit en collaboration avec Renault, ce moteur utilise des composants dérivés des moteurs Renault produits à Cléon, et a été produit dans la ville de Skövde chez Volvo. Il a un alésage et une course de 83 × 90 mm, ce qui dans ce cas, lui donne une cylindrée totale de 1 948 cm3.
Ce moteur a été proposé dans plusieurs variantes différentes entre elles et décrites ci-dessous :
- B4204S : Ce type indique la version de base du 1.9 atmosphérique « Modulaire » Volvo. Ce moteur est un 4 cylindres, caractérisé par un taux de compression de 10,5 : 1, délivre une puissance maximale de 140 ch à 6 000 tr/min et un couple maximal de 183 N m à 4 500 tr/min. Le vilebrequin est un 5 paliers. Il a également été utilisé par Renault, qui a identifié ce moteur avec le type N7Q[1].
- B4204S2: Cette nouvelle version du 1.9 atmosphérique, qui diffère de la précédente pour une légère diminution de la puissance maximale, a chuté à 136 ch à 5 800 tr/min, tandis que le couple maximal est légèrement en montée, jusqu'à 190 N m à 4 000 tr/min, à la suite des nouvelles normes de pollution.
- B4204T: Ce type indique la variante suralimentée du « moteur modulaire » 1.9. La cylindrée est la même, mais le taux de compression est diminué jusqu'à 9 : 1. Monté avec un turbocompresseur avec intercooler, la puissance augmente à 165 ch à 5 250 tr/min, tandis que le couple maximal est de 240 N m presque constant entre 1 800 et 4 500 tr/min. Ce moteur a été monté dans la Volvo S40 et V40 Mk1 2.0 T produite à partir de 1998 à 2003. Ce moteur a subi quelques mises à jour au cours de sa carrière, qui a fini par diviser ce moteur en trois sous-variantes dans l'ensemble très similaire et qui sont identifiées par un nombre en bas de la plaque du moteur (B4204T, B4204T2, B4204T3, etc.).
- B4204T5: Evolution du turbo, cette version est introduite au début de 2001 et a remplacé le 1.9 Turbo 200 ch précédent (1 855 cm3, puis un autre moteur). Dans ce cas, le taux de compression est diminué en outre, venant à 8,5 : 1. La puissance maximale est de 200 ch à 5 500 tr/min, avec un couple maximal de 300 N m à 2 500 tr/min. Ce moteur a été monté sur la Volvo S40 et V40 2.0 T4 produit 2001-2003.

#### Résumé des caractéristiques et applications
| Type       | Taux de compression | Alimentation                                  | Puissance             | Couple                       | Application                           | Années de production |
| ---------- | ------------------- | --------------------------------------------- | --------------------- | ---------------------------- | ------------------------------------- | -------------------- |
| B4204S N7Q | 10.5                | Injection électronique multipoint             | 140 ch à 6 000 tr/min | 183 N m à 4 500 tr/min       | Volvo S40/V40 2.0 16v                 | 1996-99              |
| B4204S N7Q | 10.5                | Injection électronique multipoint             | 140 ch à 6 000 tr/min | 183 N m à 4 500 tr/min       | Renault Laguna I 2.0 16v RTI/RXE/GSC. | 1995-98              |
| B4204S N7Q | 10.5                | Injection électronique multipoint             | 140 ch à 6 000 tr/min | 183 N m à 4 500 tr/min       | Renault Safrane 2.0 16v RXE           | 1996-2000            |
| B4204S2    | 10.5                | Injection électronique multipoint             | 136 ch à 5 800 tr/min | 190 N m à 4 000 tr/min       | Volvo S40/V40 2.0 16v                 | 2000-04              |
| B4204T     | 9                   | injection électronique + turbo et intercooler | 165 ch à 5 250 tr/min | 240 N m à 1 800–4 500 tr/min | Volvo S40/V40 2.0 T                   | 1998-2004            |
| B4204T5    | 8.5                 | injection électronique + turbo et intercooler | 200 ch à 5 500 tr/min | 300 N m à 2 500 tr/min       | Volvo S40/V40 2.0 T4                  | 2001-04              |

### B523 (2.3 litres)

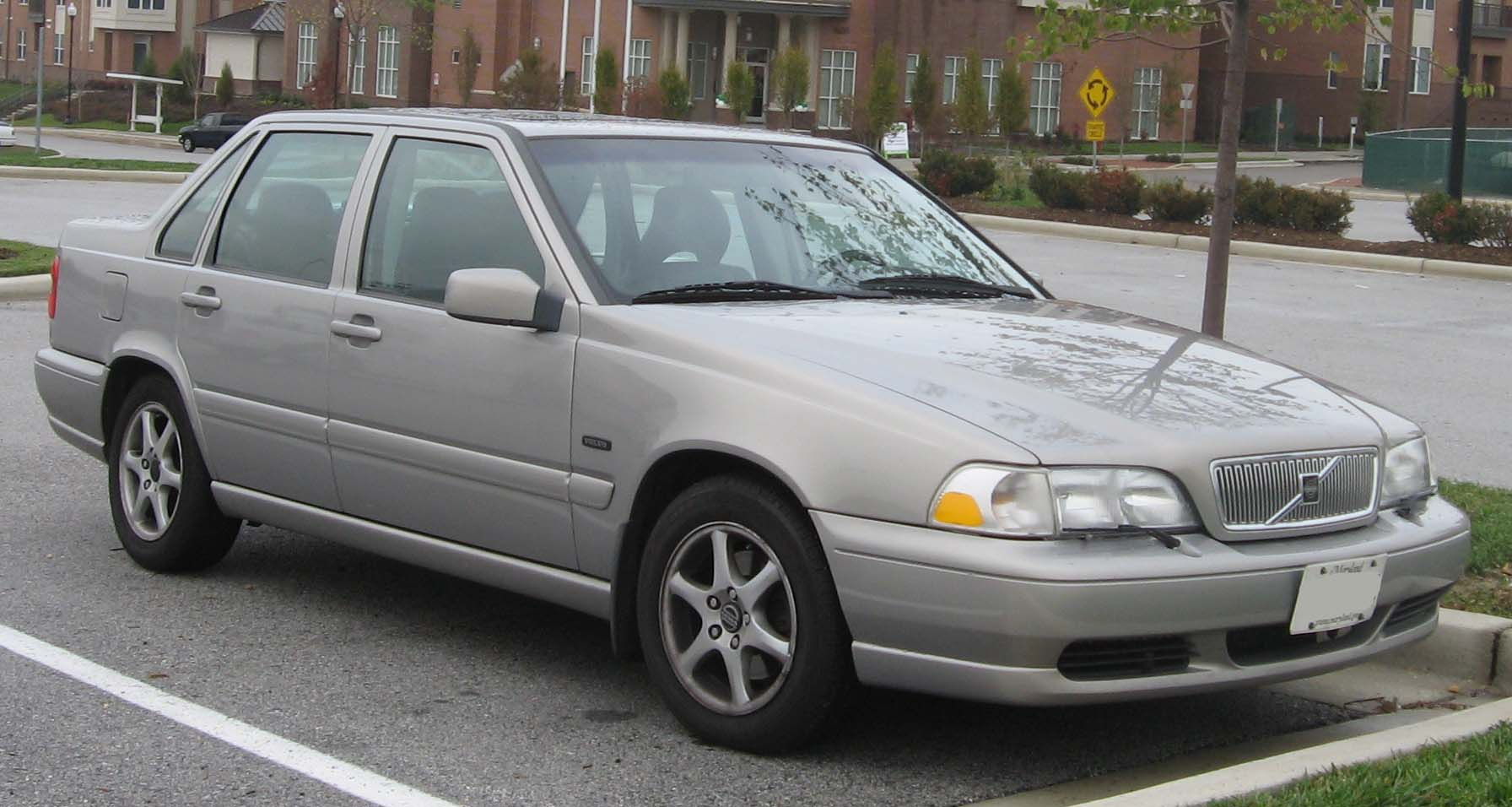
Volvo S70 est un exemple des applications du moteur type B5234FS

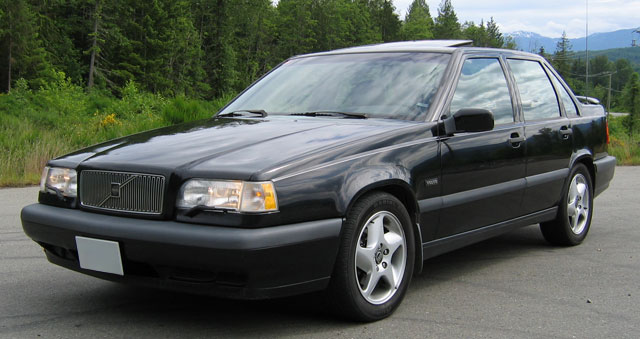
La Volvo 850 2.3 Turbo type B5234T.

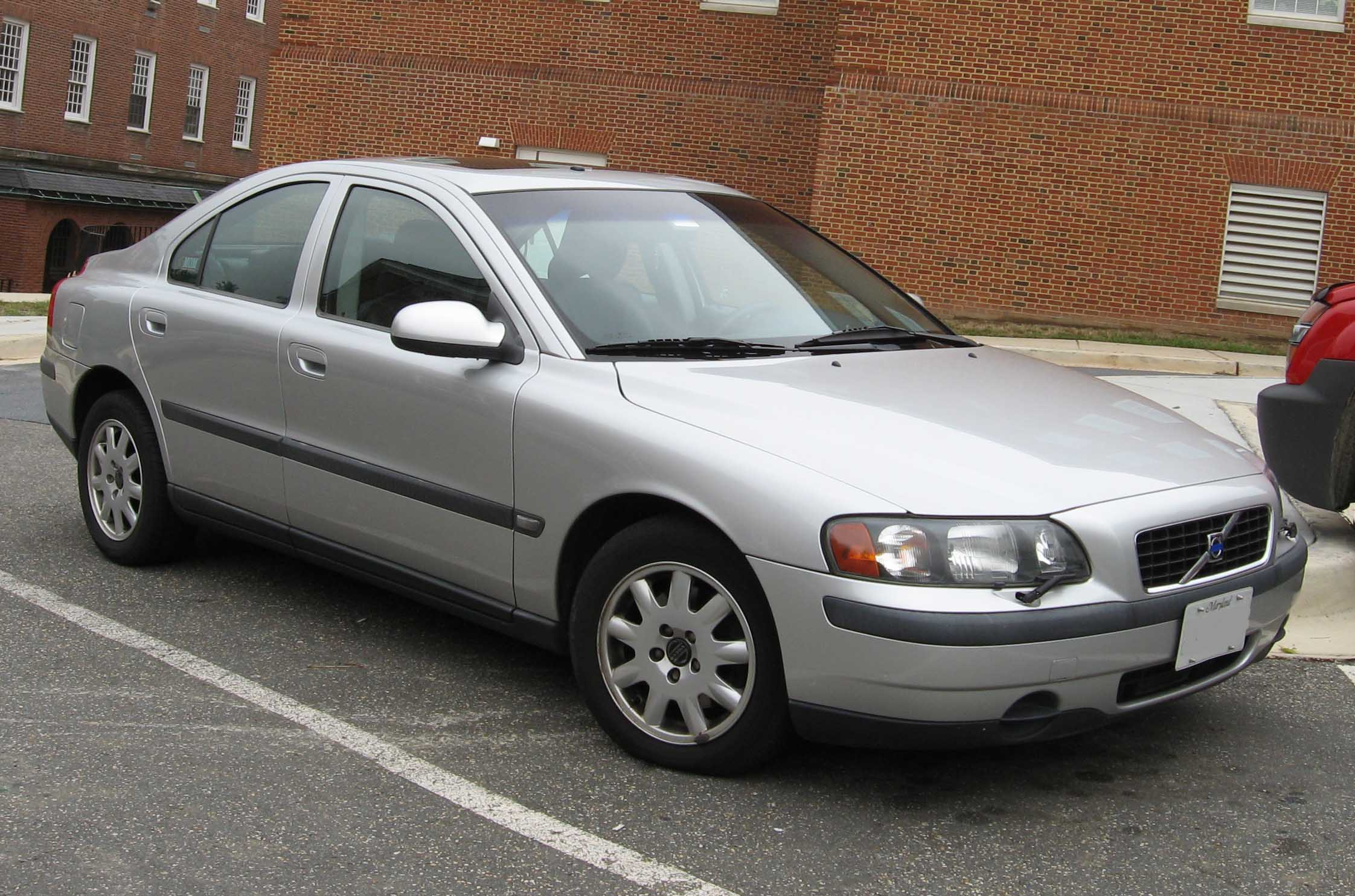
La S60 est monté avec le 2.3 Turbo type B5234T4.

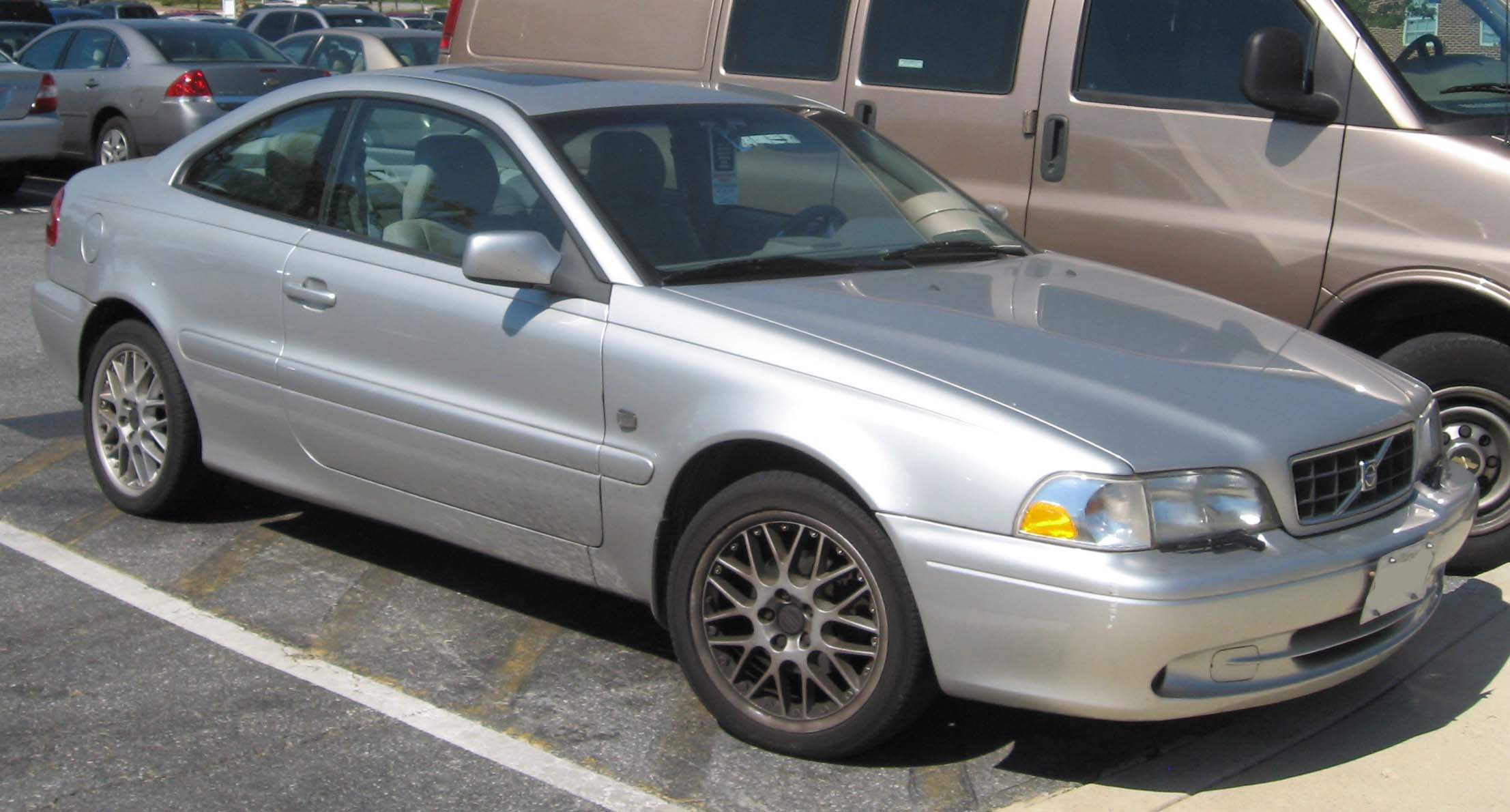
Le coupé C70 également monté avec le B5234T5.

Ce moteur est apparu quelques années avant le moteur de type B420, mais a eu une longue carrière et a été retiré de la production : il est situé un échelon plus élevé que les moteurs de B420. Il s'agit d'un 5 cylindres en ligne caractérisé d'alésage de 81 mm, et une course de 90 mm. La cylindrée est de 2 319 cm3. Le vilebrequin tourne sur 6 paliers. Ce moteur a été produit dans la plupart des variantes, dont les caractéristiques et les applications sont énumérées ci-dessous :
- B5234FS: Cette variante a un taux de compression est de 10,5 : 1 et la puissance maximale atteint 163 ch à 6 200 tr/min. En 1998, le moteur a bénéficié d'une rénovation légère, grâce à laquelle la même puissance a été mise à la disposition à 6 000 tr/min. Elle est dotée d'un système d'injection Bosh.
- B5234T: Il s'agit de la version turbo qui constitue la quasi-totalité des moteurs du groupe de B523. Ici, le taux de compression a été réduit de 10,5 : 1 à 8.5: 1, alimenté par un système d'injection Bosch. Il est dépourvu du collecteur d'admission à géométrie variable, inutile avec la suralimentation, assurée par un turbocompresseur TD04HL Mitsubishi et un échangeur air/air. La puissance maximale atteint 226 ch à 5 280 tr/min, avec un couple maximal de 300 N m à 2 000 tr/min.
- B5234T2: Il s'agit d'une version dégonflée du moteur précédent : il développe 218 ch à 5 100 tr/min, tout en maintenant les autres caractéristiques.
- B5234T3: Sur certains marchés (dont l'Italie), dans les années 1996/1997, la version B5234T3 a été introduite, un moteur puissant avec un taux de compression de 8,5 : 1, développant jusqu'à 250 ch à 5 400 tr/min. Un couple maximal de 350 N m constants dans une plage comprise entre 2 400 et 5 000 tr/min. Le moteur a également été équipé d'un dispositif overboost.
- B5234T4: Quelques années plus tard, le B5234T3 a été reconduit dans une édition légèrement révisée, qui fournit la même puissance à 5 200 tr/min, mais avec un couple qui chute à 330 N m, toujours prévu entre 2 400 et 5 000 tr/min.
- B5234T5: Cette version a été introduite en 1997, il s'agit d'une autre variante suralimentée du 2.3 « Modulaire »: les modifications apportées limitent légèrement la puissance maximale, qui est donc tombée à 240 ch à 5 300 tr/min, avec un couple maximal de 330 N mais 2 000 tr/min. Toujours avec un échangeur et l'overboost.
- B5234T7: Cette version est le dernier lancé des 2.3 turbos, il est le moins puissant. Il délivre 200 ch à 5 200 tr/min.

Le tableau suivant résume les caractéristiques et applications des différentes versions du moteur type B523 :
| Type     | Taux de compression | Alimentation                                  | Puissance ch à tr/min | Couple N m à tr/min | Application                           | Années de production |
| B5234FS  | 10.5                | Injection électronique                        | 163/6 200             | -                   | Volvo 850 2.3                         | 1993-97              |
| B5234FS  | 10.5                | Injection électronique                        | 163/6 200             | -                   | Volvo S70 2.3                         | 1997-99              |
| B5234FS  | 10.5                | Injection électronique                        | 163/6 200             | -                   | Volvo V70 Mk1 2.3                     | 1997-99              |
| B5234T   | 8.5                 | Injection e + turbocompresseur et intercooler | 226/5 280             | 300/2 000           | Volvo 850 2.3 T5                      | 1994-96              |
| B5234T   | 8.5                 | Injection e + turbocompresseur et intercooler | 226/5 280             | 300/2 000           | Volvo 850 2.3 turbo 20v R Automatique | 1996-97              |
| B5234T2  | 8.5                 | Injection e + turbocompresseur et intercooler | 218/5 100             | 300/2 000           | Volvo 850 2.3 T5                      | 1996-97              |
| B5234T3  | 8.5                 | Injection e + turbocompresseur et intercooler | 250/5 400             | 350/ 2 400-5 000    | Volvo 850 turbo 20v R                 | 1996-97              |
| B5234T3  | 8.5                 | Injection e + turbocompresseur et intercooler | 250/5 400             | 350/ 2 400-5 000    | Volvo S70 R                           | 1997-2000            |
| B5234T4  | 8.5                 | Injection e + turbocompresseur et intercooler | 250/5 200             | 330/ 2 400-5 000    | Volvo S60 Mk1 2.3 T5                  | 2000-04              |
| B5234T4  | 8.5                 | Injection e + turbocompresseur et intercooler | 250/5 200             | 330/ 2 400-5 000    | Volvo V70 Mk2 2.3 R                   | 2000-04              |
| 'B5234T5 | 8.5                 | Injection e + turbocompresseur et intercooler | 240/5 500             | 330/ 2 400-5 400    | Volvo 850 2.3 T5                      | 1997                 |
| 'B5234T5 | 8.5                 | Injection e + turbocompresseur et intercooler | 240/5 500             | 330/ 2 400-5 400    | Volvo S70 2.3 T5                      | 1997-2000            |
| 'B5234T5 | 8.5                 | Injection e + turbocompresseur et intercooler | 240/5 500             | 330/ 2 400-5 400    | Volvo S70 R Automatique               | 1997-2000            |
| 'B5234T5 | 8.5                 | Injection e + turbocompresseur et intercooler | 240/5 500             | 330/ 2 400-5 400    | Volvo C70 Mk1 2.3 Turbo               | 1997-03              |
| B5234T7  | 8.5                 | Injection e + turbocompresseur et intercooler | 200/5 200             | -                   | Volvo S60 Mk1 2.3 T                   | 2000-04              |

### B524 (2.4 litres)
Ce moteur est étroitement issu du 1,9 B420 décrit précédemment. Les alésage et la course mesures sont identiques (83 × 90 mm), mais avec 5 cylindres: le 1.9, cependant, est apparu plus tard, alors que la 2.4 a été introduit en 1991 sur la Volvo 850.
Le cylindrée est 2 435 cm3. Il existe 3 versions du B524, 2 atmosphériques et 1 suralimenté :
- B5244F ou S: La première variante est un atmosphérique avec un taux de compression de 10,3 : 1. Sa puissance maximale est de 170 ch à 5 900 tr/min, avec un couple maximal de 230 N m à 4 600 tr/min. Ce moteur a été monté sur des modèles Volvo et sur la Renault Safrane. Chez Renault, il a le type N7U[1]. Chez Renault, l'admission variable n'était pas montée.
- B5244S2: Il s'agit d'une version dégonflée du B5244S. Sa puissance maximale est de 140 ch à 4 500 tr/min, avec un couple maximal de 220 N m à 3 000 tr/min. Le taux de compression est resté inchangé à 10,3 : 1.
- B5244T3: C'est la version suralimentée: après avoir abaissé de façon appropriée le taux de compression de 9: 1, est monté un turbocompresseur à basse pression avec refroidisseur intermédiaire, grâce auquel la puissance maximale a atteint 200 ch à 6 000 tr/min, une valeur peu élevée pour un 2.4 suralimenté, mais cela est expliqué par les besoins réels des ingénieurs Volvo pour réaliser un moteur avec couple élevé, 285 N m à 1 800 tr/min.

Une version légèrement dégonflée développant puissance maximale de 193 ch et 270 N m de couple maximal a été monté sur la Volvo C70 Mk1 2.4T, à la fois coupé en version cabriolet, produit de 1997 à 2006.
Le tableau suivant résume les caractéristiques et applications du moteur B524 :
| Type       | Taux de compression | Alimentation                      | Puissance ch à tr/min | Couple N m à tr/min | Application              | Années de production       |
| B5244S N7U | 10.3                | Injection électronique multipoint | 170/5 900             | 230/4 500           | Volvo C30 2.4 20v        | 2006-10                    |
| B5244S N7U | 10.3                | Injection électronique multipoint | 170/5 900             | 230/4 500           | Volvo S40/V50 2.4 170 ch | 2004-09 (non per l'Italia) |
| B5244S N7U | 10.3                | Injection électronique multipoint | 170/5 900             | 230/4 500           | Volvo S60 Mk1 2.4 170 ch | 2000-09                    |
| B5244S N7U | 10.3                | Injection électronique multipoint | 170/5 900             | 230/4 500           | Volvo C70 Mk1 2.4 170 ch | 2006-10                    |
| B5244S N7U | 10.3                | Injection électronique multipoint | 170/5 900             | 220/4 800           | Volvo 850 2.5 20v GLT    | 1991-96                    |
| B5244S N7U | 10.3                | Injection électronique multipoint | 170/5 900             | 220/4 800           | Volvo S70 2.4 170 ch     | 1999-2000                  |
| B5244S N7U | 10.3                | Injection électronique multipoint | 170/5 900             | 220/4 800           | Volvo C70 Mk1 2.4 170 ch | 1999                       |
| B5244S N7U | 10.3                | Injection électronique multipoint | 170/5 900             | 225/4 500           | Volvo V70 Mk1 2.4 170 ch | 1997-2000                  |
| B5244S N7U | 10.3                | Injection électronique multipoint | 170/5 900             | 225/4 500           | Volvo V70 Mk2 2.4 170 ch | 2000-07                    |
| B5244S N7U | 10.3                | Injection électronique multipoint | 170/5 900             | 225/4 500           | Volvo S80 Mk1 2.4 170 ch | 1998-2006                  |
| B5244S N7U | 10.5                | Injection électronique multipoint | 164/6 000             | 211/4 000           | Renault Safrane "2.5"    | 1996-2000                  |
| B5244S2    | 10.3                | Injection électronique multipoint | 140/4 500             | 220/3 000           | Volvo S40/V50 2.4 140 ch | 2004-08                    |
| B5244S2    | 10.3                | Injection électronique multipoint | 140/4 500             | 220/3 000           | Volvo 850 2.5            | 1995-97                    |
| B5244S2    | 10.3                | Injection électronique multipoint | 140/4 500             | 220/3 000           | Volvo S70 2.4 140 ch     | 1999-2000                  |
| B5244S2    | 10.3                | Injection électronique multipoint | 140/4 500             | 220/3 000           | Volvo S60 Mk1 2.4 140 ch | 2000-09                    |
| B5244S2    | 10.3                | Injection électronique multipoint | 140/4 500             | 220/3 000           | Volvo C70 Mk2 2.4 140 ch | 2006-10                    |
| B5244S2    | 10.3                | Injection électronique multipoint | 140/4 500             | 220/3 000           | Volvo V70 Mk1 2.4 140 ch | 1997-2000                  |
| B5244S2    | 10.3                | Injection électronique multipoint | 140/4 500             | 220/3 000           | Volvo V70 Mk2 2.4 140 ch | 2000-07                    |
| B5244S2    | 10.3                | Injection électronique multipoint | 140/4 500             | 220/3 000           | Volvo S80 Mk1 2.4 140 ch | 1998-2006                  |
| B5244T3    | 9                   | Injection électronique multipoint | 200/6 000             | 285/ 1 800-5 000    | Volvo V70 Mk2 2.4T       | 2000-03                    |
| B5244T3    | 9                   | Injection électronique multipoint | 200/6 000             | 285/ 1 800-5 000    | Volvo XC70 2.4T          | 2000-02                    |
| B5244T3    | 9                   | Injection électronique multipoint | 200/6 000             | 285/ 1 800-5 000    | Volvo S60 Mk1 2.4T       | 2000-02                    |
| B5244T3    | 9                   | Injection électronique multipoint | 193/5 100             | 270/ 1 800-5 000    | Volvo C70 Mk1 2.4T       | 1997-06                    |

### B525 (2.5 litres)

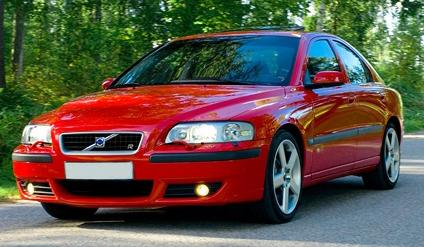
La Volvo S60 R possède le plus puissant parmi les « moteurs Modulaires » Volvo, le 2,5 litres de 300 ch turbo.

Ce moteur est rien de plus que d'une version allongée de la course du moteur de B524. En effet, sans modifier l'alésage, la course a été augmentée de 3,2 mm, atteignant ainsi 93,2. La cylindrée est de 2 512 cm3.
Parmi les innovations de ce moteur apparu en 2002, le collecteur d'admission est en alliage d' aluminium et le calage variable des soupapes.
Le B525 a été proposé en trois variantes de base, tous suralimenté avec turbocompresseur, réglé à différents niveaux de pression selon la même variante:
- B5254T2: La première variante est caractérisée par un taux de compression de 9 : 1. La puissance maximale atteint 209 ch à 5 000 tr/min, et le couple maximal est de 320 N m entre 1 500 et 4 500 tr/min. Cette version a notamment remplacé un autre « moteur Modulaire »: le 2.9 B6294S. En 2006, la puissance a été réduite à 200 ch à 4 800 tr/min, avec un couple maximum de 300 N m à 1 500 tr/min.
- B5254T3: Il s'agit de la variante intermédiaire: le taux de compression est de 9: 1, pour une puissance de sortie maximale montée à 220 ch à 5 000 tr/min, avec un couple maximum de 320 comprise entre 1 500 et 4 500 tr/min, comme dans les premières versions d'unités viennent d'être décrites. En 2007, il a connu une augmentation de la puissance qui atteint 230 ch.
- B5254T4: C'est la variante phare du « moteur Modulaire » 2.5 Turbo, la plus puissante du « moteur Modulaire » même. Cette version est caractérisée par un taux de compression réduit à 8,5 : 1, et de la pression de suralimentation accrue (jusqu'à 2 bars). La puissance maximale atteint 300 ch à 5 500 tr/min, avec un couple maximal de 400 N m à 1 950 tr/min.

Le tableau suivant résume les caractéristiques et applications du moteur de B525:
| Type    | Taux de compression | Puissance ch à tr/min | Couple N m à tr/min | Application              | Années de production |
| B5254T2 | 10.3                | 209/5 000             | 320/4 500           | Volvo S60 Mk1 2.5 T AWD  | 2002-09              |
| B5254T2 | 10.3                | 209/5 000             | 320/4 500           | Volvo S80 Mk1 2.5 T      | 2003-06              |
| B5254T2 | 10.3                | 209/5 000             | 320/4 500           | Volvo V70 Mk2 2.5 T      | 2002-07              |
| B5254T2 | 10.3                | 209/5 000             | 320/4 500           | Volvo XC70 Mk2 2.5 T     | 2002-07              |
| B5254T2 | 10.3                | 209/5 000             | 320/4 500           | Volvo XC90 2.5 T         | 2002-06              |
| B5254T2 | 9                   | 200/4 800             | 300/ 1 500-4 500    | Volvo V70 Mk3 2.5 FT     | 2007-09              |
| B5254T2 | 9                   | 200/4 800             | 300/ 1 500-4 500    | Volvo S80 Mk2 2.5 FT     | 2006-09              |
| B5254T3 | 9                   | 220/5 000             | 320/ 1 500-4 500    | Volvo C30 2.5 T5         | 2006-08              |
| B5254T3 | 9                   | 220/5 000             | 320/ 1 500-4 500    | Volvo S40/V50 2.5 T5 AWD | 2004-07              |
| B5254T3 | 9                   | 220/5 000             | 320/ 1 500-4 500    | Volvo C70 MK2 2.5 T5     | 2006-07              |
| B5254T3 | 9                   | 220/5 000             | 320/ 1 500-4 500    | Ford Mondeo MkIII 2.5    | 2007-10              |
| B5254T3 | 9                   | 230/5 000             | 320/ 1 500-5 000    | Volvo C30 2.5 T5         | dal 2008             |
| B5254T3 | 9                   | 230/5 000             | 320/ 1 500-5 000    | Volvo S40/V50 2.5 T5 AWD | dal 2007             |
| B5254T3 | 9                   | 230/5 000             | 320/ 1 500-5 000    | Volvo V70 Mk3 2.5 T/FT   | dal 2009             |
| B5254T3 | 9                   | 230/5 000             | 320/ 1 500-5 000    | Volvo C70 MK2 2.5 T5     | dal 2007             |
| B5254T3 | 9                   | 230/5 000             | 320/ 1 500-5 000    | Volvo S80 Mk2 2.5 T      | dal 2009             |
| B5254T4 | 8.5                 | 300/5 500             | 400/ 1 950-5 250    | Volvo S60 2.5 R          | 2003-07              |
| B5254T4 | 8.5                 | 300/5 500             | 400/ 1 950-5 250    | Volvo V70 Mk2 2.5 R      | 2003-07              |

### B625: 2.5 litres

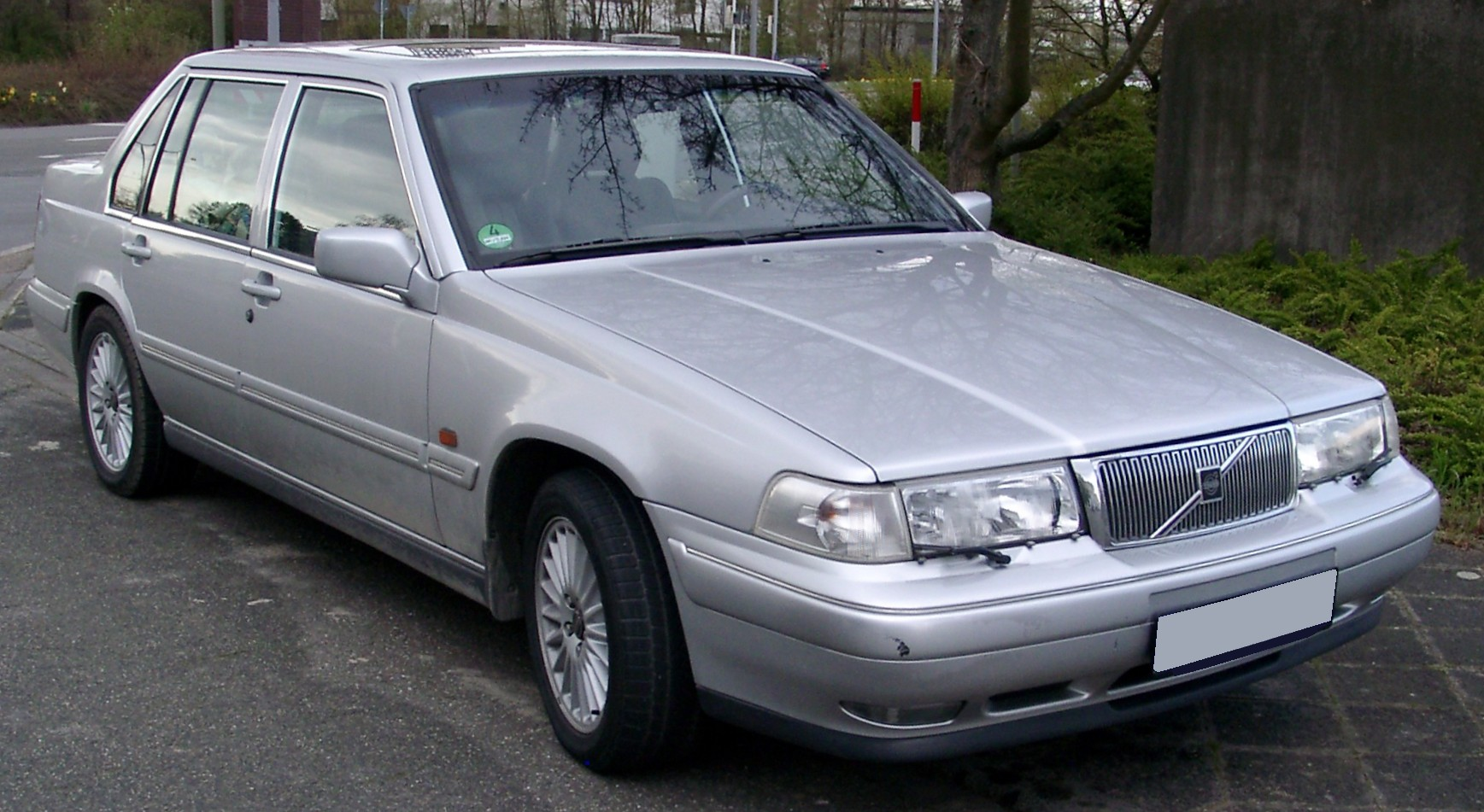
La Volvo 960 2.5 est montée avec le moteur B6254S.

Le moteur B525 n'est pas le seul 2 500 cm3 de la famille « Modulaire ». Il existait une autre variante, très différente, la principale différence est structurelle, il s'agit d'un 6 cylindres en ligne. Ce moteur a été introduit en 1995 avec le type B6254S. Son alésage et sa course sont de 81 × 80 mm, avec un cylindrée de 2 473 cm3. Plus en détail, ce 2,5 à 6 cylindres est le résultat d'une "miniaturisation" du moteur B6304S, dont les dimensions de l'alésage et la course sont de 83 × 90 mm. Le moteur B6254S se caractérise par un taux de compression de 10,5: 1 et fournissant une puissance maximale de 170 ch à 5 700 tr/min, tandis que le couple maximal est de 230 N m à 4 400 tr/min.
Ce moteur a également été proposé dans une variante optimisée pour une utilisation sans catalyseur, dans les pays qui n'utilisent pas les carburants sans plomb. Cette variante est connue sous le type B6254G. Dans tous les cas, quel que soit l'abréviation utilisée, ce moteur a été monté sur la Volvo 960 2.5 24v (1994-1997). Ce moteur permettait de proposer un 6 cylindres en transmission manuelle (qui n'acceptait pas le couple du B6304).

### B628: 2.8 litres

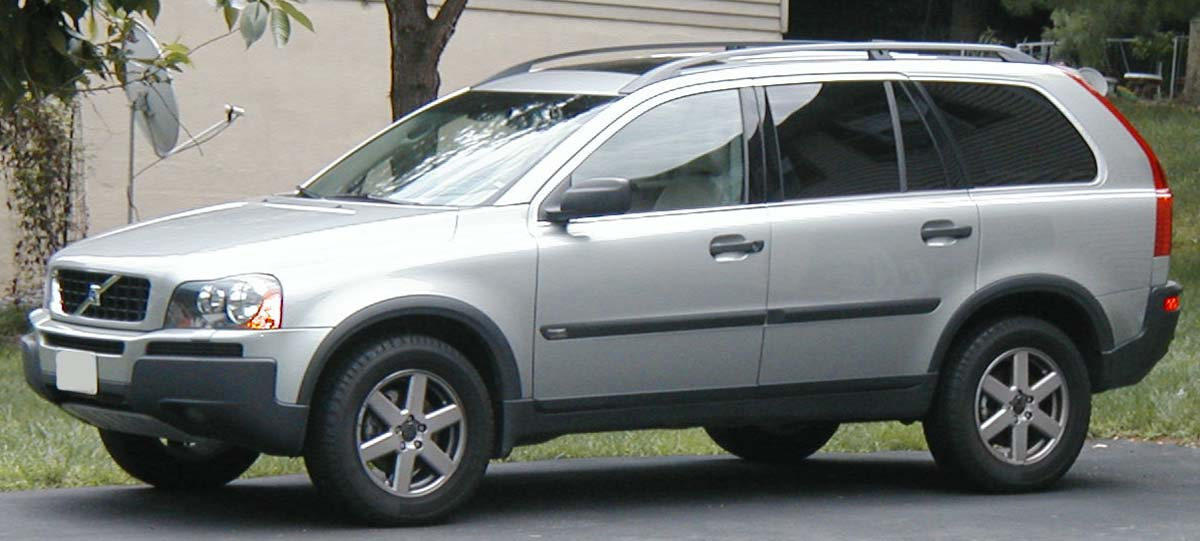
Le SUV Volvo XC90 monté avec le moteur B6284T.

Le B628 a été introduit à la fin des années 1990, et a été obtenue par l'allongement de la course du 6 cylindres de 2,5. La course a été rétabli à son origine 90 mm (81×90 mm), la cylindrée passe à 2 783 cm3. Ce moteur a été proposé dans une seule variante, type B6284T suralimenté par deux turbocompresseurs (un pour 3 cylindres) avec deux intercoolers, caractérisé par un taux de compression de 8,5 : 1 et capable de délivrer 272 ch de puissance maximale à 5 400 tr/min, avec un couple égal à 382 N m mais 2 000 tr/min maximum. Ce moteur a été monté sur :
- Volvo S80 Mk1 2.8 T6 (1998-2001);
- Volvo XC90 2.8 T6 (2003-05).

### B630 e B629: 2.9 litres

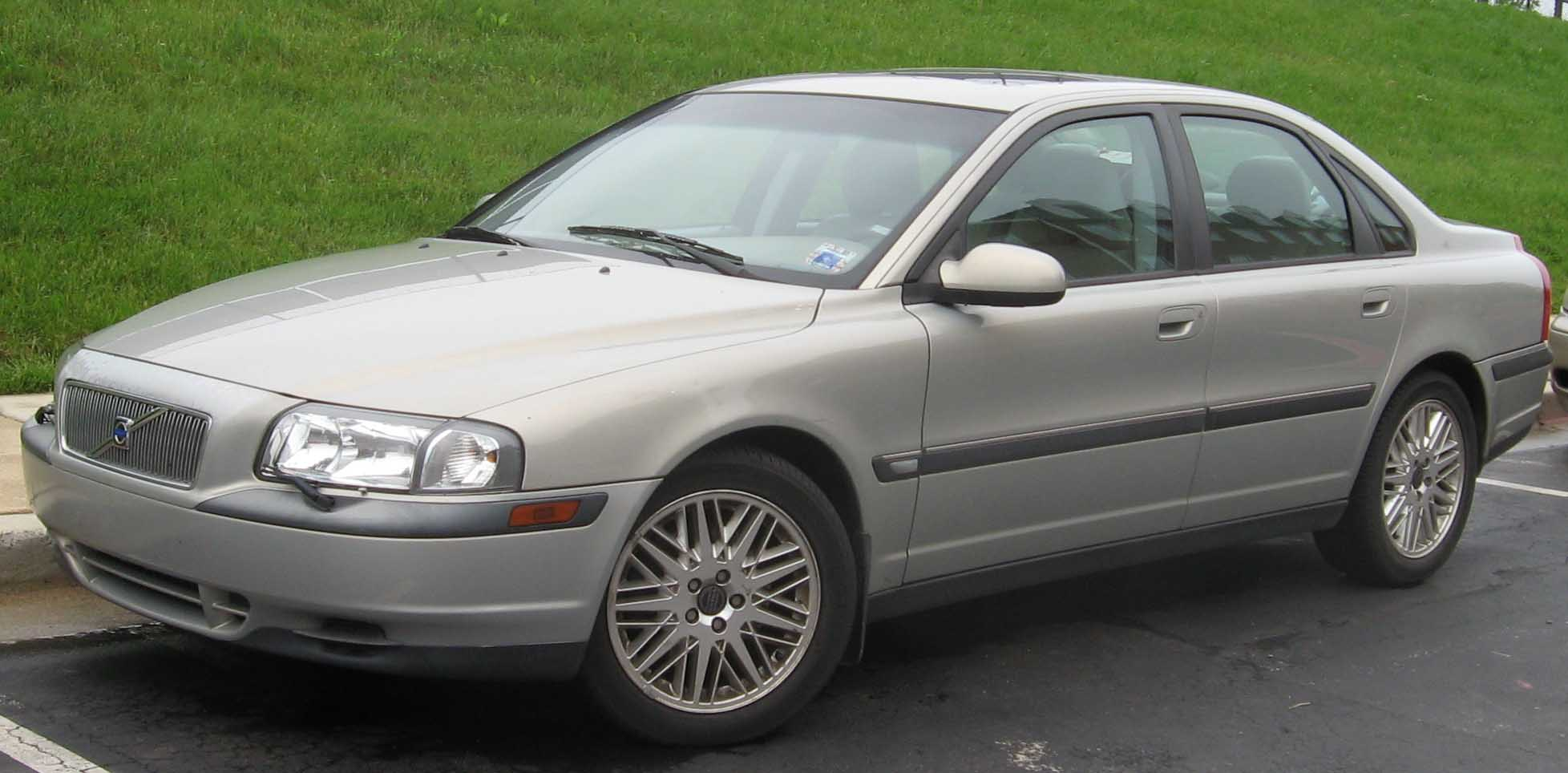
La première série de Volvo S80 est l'un des modèles équipé du moteur 6 cylindres de 2,9 litres.

Ce moteur est caractérisé, en plus de l'architecture à 6 cylindres, aussi par un alésage et la course égale à 83 × 90 mm , qui alors sont les mêmes que sur le 2.4 B524 et le 1.9 B420. La cylindrée de ce 6 cylindres est de 2 922 cm3 :
- B6304S: C'est le premier « moteur Modulaire » 6 cylindres. Il est apparu en 1990 et a été caractérisée par un taux de compression de 10,5 : 1. La puissance maximale était initialement de 204 ch à 6 000 tr/min, avec un couple maximal de 267 N m à 4 200 tr/min. Certains modèles Volvo ont été équipés d'une sous-variante affaiblie de ce moteur, qui a développé la sortie maximale de 180 ch.
- B6294S: C'est une amélioration du B6304S. La principale différence réside sur l'arrivée du calage variable des soupapes, absent sur la 2.9 précédente, ce qui a permis d'optimiser la consommation de carburant et d'augmenter légèrement le couple qui a augmenté de 267 à 281 N mais 4 200 tr/min. La puissance maximum, cependant est de 194 ch à 6 000 tr/min. Ce moteur se trouve sur dans la Volvo S80 Mk1 24V et a été remplacé par B5254T2 « Modulaire », décrit ci-dessus .
- B6294T: C'est la seule variante suralimentée du 2,9 litres « Modulaire » Volvo, il a remplacé le B6284T. Dans ce cas également, la suralimentation est due à la présence de deux turbocompresseurs avec intercooler. La puissance maximale atteint 272 ch à 5 200 tr/min, avec un couple de pointe maximum de 380 N m presque constant entre 1 800 et 5 000 tr/min.

Le tableau suivant résume les caractéristiques et applications du moteur B629 :
| Type   | Taux de compression | Alimentation                              | Puissance ch à tr/min | Couple N m à tr/min | Application                  | Années de production |
| B6304S | 10.5                | Injection électronique multipoint         | 204/6 000             | 267/4 200           | Volvo S80 Mk1 2.9 24v        | 1998-2002            |
| B6304S | 10.5                | Injection électronique multipoint         | 204/6 000             | 267/4 200           | Volvo 960 2.9 24v            | 1990-98              |
| B6304S | 10.5                | Injection électronique multipoint         | 204/6 000             | 267/4 200           | Volvo S90/V90 2.9 24v        | 1996-98              |
| B6304S | 10.7                | Injection électronique multipoint         | 180/5 200             | 260/4 350           | Volvo S90/V90 2.9 24v 180 ch | 1996-98              |
| B6294S | -                   | Injection électronique multipoint         | 194/6 000             | 281/4 200           | Volvo S80 Mk1 24v            | 2001-05              |
| B6294T | 8.5                 | Injection électronique + turbocompresseur | 272/5 200             | 380/ 1 800-5 000    | Volvo S80 Mk1 2.9 T6         | 2001-06              |
| B6294T | 8.5                 | Injection électronique + turbocompresseur | 272/5 200             | 380/ 1 800-5 000    | Volvo XC90 2.9 T6            | 2003-06              |